# 山本二三
山本二三（日语：／ Yamamoto Nizō，1953年6月27日—2023年8月19日）是出身於長崎縣的日本動畫美術監督、導演，以及京都造形藝術大學的客座教授。
他的背景美術所描繪的天空浮雲極具個人風格，日本動畫圈還將山本二三所繪製的雲朵，特別以「二三雲」來稱呼。

## 生平
在青年時期，山本二三前往位於岐阜縣的高校就讀建築方面的學科，之後在東京的東京設計學院學習美術。
從設計學院畢業後，山本二三進入日本動畫公司負責美術事務。之後山本二三結識同社的高畑勳及宮崎駿，參與他們製作的劇場動畫《魯邦三世卡里奧斯特羅之城》、與電視動畫《未來少年柯南》、《清秀佳人》等作品。
1985年高畑勳及宮崎駿成立吉卜力工作室，山本二三在吉卜力創建後十數年其間，陸續接手了《天空之城》、《螢火蟲之墓》、《魔法公主》等吉卜力動畫作品的美術監督。其後亦有參與細田守的《跳躍吧！時空少女》、或新海誠的《天氣之子》等動畫電影的美術。其中《跳躍吧！時空少女》在2006年得到第12屆日本數位媒體協會的AMD Award大獎，讓他以美術監督身份共同獲得榮譽。
山本二三個人代表的執導作品，是將漫畫家小田秀次的作品《少女的奇幻森林》所改編的2007年同名動畫。他的個人美術展「日本動畫美術創造者 山本二三展」，自2011年7月於神戶首次舉行後，陸續在日本各地展出。
2018年夏季山本二三將故鄉五島市裡一間名叫「松園邸」的江戶時代武家屋敷，改建成個人美術館。後續也曾獲選為代表五島市的故鄉大使之一。
2023年8月19日下午1點28分，山本二三因胃癌在埼玉縣飯能市的自家住宅逝世，享壽70歲。告別式於該年8月27日在廣域飯能齋場舉行，由長男山本鷹生主持。山本鷹生另表示父親逝世前，正致力將流傳於故鄉五島列島的民間故事繪製成多達120頁的漫畫，其漫畫中最後一頁為他的絕筆作品。

## 參與作品

### 劇場動畫
- 魯邦三世卡里奧斯特羅之城（1978年）：背景
- 火之鳥2772（1980年）：背景
- 小麻煩千惠劇場版（1981年）：背景
- 再見 銀河鐵道999，安卓梅達終點站（1981年）：背景
- 天空之城（1986年）：美術監督
- 格林童話黃金鳥（1987年）：背景
- 螢火蟲之墓（1988年）：美術監督
- 小尼莫（1989年）：美術監督
- 大叔改造講座（1990年）：美術
- 隨風而逝的記憶（1990年）：美術監督
- 兒時的點點滴滴（1991年）：背景
- 狼和七隻小山羊（1993年）：美術監督
- 叮噹小恐龍（1993年）：美術監督
- 安妮的日記（1995年）：背景
- 心之谷（1995年）：背景
- MEMORIES（1995年）：美術
- 魔法公主（1997年）：美術監督
- 轟天高校生（1998年）：背景
- 藍色恐懼（1998年）：背景
- CLOVER（1999年）：美術監督
- 神隱少女（2001年）：背景
- 帕盧姆之樹（2002年）：背景
- NITABOH 仁太坊-津輕三味線始祖外聞（2004年）：背景
- 翡翠森林狼與羊（2005年）：背景
- 劇場版 鋼之鍊金術師 香巴拉的征服者（2005年）：背景協助
- 跳躍吧！時空少女（2006年）：美術監督
- 少女的奇幻森林（2007年）：導演
- Highlander:The Search for Vengeance（2007年）：背景
- 川之光（2009年）：美術監督
- 新子與千年魔法（2009年）：背景
- 歡迎光臨宇宙秀（2010年）：背景
- 熊的學校（2010年）：美術監督
- 彩虹螢火蟲：永遠的暑假（2012年）：背景
- 卜多力的一生（2012年）：背景
- 天氣之子（2019年）：美術、氣象神社繪畫、天井繪畫

### 電視動畫
- 西頓動物記：頑皮熊（1977年）：美術監督助理
- 未來少年柯南（1978年）：美術監督
- 西頓動物記：小松鼠（1978年）：美術監督助理
- 清秀佳人（1978年）：背景
- 鲁邦三世第二期（1980年）：背景
- 名偵探福爾摩斯（1984年）：美術監督
- 奇幻兒童（2004年）：美術監督
- 波菲的漫長旅程（2008年）：美術
- 川之光（2009年）：美術監督
- 元氣囝仔（2014年）：公式網站的主視覺美術

### OVA動畫
- 機器人嘉年華（1987年）：片頭、片尾美術
- 午夜之眼Ⅱ（1989年）：背景
- 電腦都市OEDO808（1990年）：背景
- 藤子·F·不二雄SF短篇-宇宙船製造法（1990年）：美術監督
- 老鼠與飯糰（1991年）：導演、角色設計、美術
- 道元（1992年）：美術監督
- 狼和七隻小山羊（1993年）：美術監督

### 紀錄片
- 柳川堀割物語（1987年）：美術

### 科幻怪獸電影
- 哥吉拉vs碧奧蘭蒂（1989年）：接景

### 音樂錄影帶
- Je t'aime（2010年）：背景

### 電子遊戲
- 狂野歷險F（2003年）：遊戲動畫美術監督、背景
- 世界樹的迷宮4：傳承的巨神（2012年）：背景美術

## 個人著書
- 來自影片的話語―山本二三畫集：1993年12月1日發行 ISBN 978-4-048-52462-9
- 山本二三背景畫集：2012年2月23日發行 ISBN 978-4-331-51601-0
- 山本二三描繪風景：2013年7月27日發行 ISBN 978-4-568-38905-0
- 山本二三百景：2019年2月7日發行 ISBN 978-4-777-95445-2

## 榮譽
- 2006年第12屆AMD Award大獎：總務大臣獎[5]

## 外部連結
- （日語）山本二三的個人美術館公式網站